# Trachelospermum inflatum
Trachelospermum inflatum är en oleanderväxtart som först beskrevs av Carl Ludwig von Blume, och fick sitt nu gällande namn av Jean Baptiste Louis Pierre och Marcel Pichon. Trachelospermum inflatum ingår i släktet Trachelospermum och familjen oleanderväxter. Inga underarter finns listade i Catalogue of Life.